# 자말푸르
자말푸르는 미멘싱 구역에 위치한 옛 브라흐마푸트라 강 강가의 도시입니다. 이곳은 자말푸르 군과 자말푸르 사다르 구의 행정 중심지입니다. 2022년 방글라데시 인구조사에 따르면, 자말푸르의 인구는 158,873명입니다. 이로써 방글라데시에서 31번째로 큰 도시가 되었습니다.

## 어원
자말푸르의 이전 이름은 싱자니였습니다. 이 도시는 악바르 시대에 예멘에서 와서 이 지역에 이슬람을 전파한 하즈랏 샤 자말을 기리기 위해 이름이 바뀌었으며, 그의 묘소가 이 도시에 있습니다.